# 松本豊
松本 豊（まつもと ゆたか、1963年4月14日 - ）は、 秋田県仙北郡角館町（現在の仙北市）出身の元プロ野球選手（投手）。

## 来歴・人物
父親とのキャッチボールをきっかけに野球を始める。小学校では本来4年生からのところ、3年生から野球部に入部した。6年生のときに全県大会で準優勝。角館中学校では1年生から投手を務めた。
秋田経大附高時代は1年春からベンチ入りし、1981年に春夏連続で甲子園に出場。春の選抜では丸亀商業高、音重鎮のいた星稜高を降し準々決勝に進出するが、この大会に準優勝した印旛高の佐藤文男投手と投げ合い、延長10回で敗退。夏の選手権ではエース竹下浩二を擁する興南高、古溝克之のいた福島商業高を破り3回戦に進むが、志度商業高に延長10回サヨナラ負け。高校時代は「秋田の玉三郎」と言われたほどの美男子。
高校卒業後は、プロ10球団からの打診があったものの、社会人野球の住友金属に進む。石井毅をはじめ投手陣の層が厚く、なかなか大舞台は経験できなかったが、1983年の都市対抗野球1回戦で東京鉄道管理局を相手にリリーフ登板。
1985年オフ、ドラフト外で横浜大洋ホエールズに入団。
1987年には、先発投手陣の一角を占め7勝をあげる。同じ秋田県出身の強打者落合博満に強く、当時の横浜大洋ホエールズの投手コーチ稲川誠によれば、「真っすぐが速く、真っすぐで落合（中日）を抑えられたのは松本だけでした」。
翌1988年からは中継ぎ、抑えに回り活躍するが、1993年には一軍での登板がなく、同年限りで自由契約となり現役を引退。
1994年から2年間、スコアラー兼打撃投手を務める。
球界を退いた後、島根県松江市で学習塾「大塾」の西川津教室長を務めていた。現在は、秋田ヤングベースボールクラブのコーチとして指導を行っている。

## 詳細情報

### 年度別投手成績
| 年 度     | 球 団     | 登 板 | 先 発 | 完 投 | 完 封 | 無 四 球 | 勝 利 | 敗 戦 | セ 丨 ブ | ホ 丨 ル ド | 勝 率 | 打 者 | 投 球 回 | 被 安 打 | 被 本 塁 打 | 与 四 球 | 敬 遠 | 与 死 球 | 奪 三 振 | 暴 投 | ボ 丨 ク | 失 点 | 自 責 点 | 防 御 率 | W H I P |
| --------- | --------- | ----- | ----- | ----- | ----- | -------- | ----- | ----- | -------- | ----------- | ----- | ----- | -------- | -------- | ----------- | -------- | ----- | -------- | -------- | ----- | -------- | ----- | -------- | -------- | ------- |
| 1986      | 大洋      | 6     | 0     | 0     | 0     | 0        | 0     | 0     | 0        | --          | ----  | 32    | 4.1      | 16       | 0           | 3        | 0     | 0        | 1        | 2     | 0        | 15    | 14       | 29.08    | 4.38    |
| 1987      | 大洋      | 31    | 16    | 5     | 1     | 0        | 7     | 9     | 1        | --          | .438  | 546   | 129.2    | 112      | 15          | 39       | 1     | 9        | 88       | 7     | 0        | 70    | 70       | 4.86     | 1.16    |
| 1988      | 大洋      | 43    | 7     | 1     | 0     | 1        | 2     | 3     | 3        | --          | .400  | 424   | 95.0     | 117      | 12          | 28       | 3     | 5        | 51       | 5     | 0        | 59    | 58       | 5.49     | 1.53    |
| 1989      | 大洋      | 48    | 4     | 0     | 0     | 0        | 1     | 5     | 5        | --          | .167  | 425   | 97.1     | 101      | 8           | 38       | 1     | 5        | 66       | 4     | 0        | 47    | 43       | 3.98     | 1.43    |
| 1990      | 大洋      | 38    | 2     | 0     | 0     | 0        | 3     | 3     | 0        | --          | .500  | 248   | 56.1     | 68       | 7           | 19       | 1     | 4        | 27       | 2     | 0        | 31    | 27       | 4.31     | 1.54    |
| 1991      | 大洋      | 28    | 0     | 0     | 0     | 0        | 5     | 0     | 1        | --          | 1.000 | 162   | 39.0     | 42       | 3           | 11       | 1     | 1        | 20       | 0     | 0        | 15    | 14       | 3.23     | 1.36    |
| 1992      | 大洋      | 30    | 0     | 0     | 0     | 0        | 0     | 0     | 0        | --          | ----  | 183   | 42.2     | 51       | 3           | 8        | 2     | 0        | 23       | 0     | 0        | 22    | 15       | 3.16     | 1.38    |
| 通算：7年 | 通算：7年 | 224   | 29    | 6     | 1     | 1        | 18    | 20    | 10       | --          | .474  | 2020  | 464.1    | 507      | 48          | 146      | 9     | 24       | 276      | 20    | 0        | 259   | 241      | 4.67     | 1.41    |

- 各年度の太字はリーグ最高

### 記録
- 初登板：1986年4月12日、対広島東洋カープ1回戦（横浜スタジアム）、9回表に4番手で救援登板・完了、1回2失点
- 初奪三振：同上、9回表に北別府学から
- 初先発：1987年6月17日、対読売ジャイアンツ11回戦（横浜スタジアム）、2回1/3を5失点で敗戦投手
- 初勝利・初完投勝利：1987年7月12日、対中日ドラゴンズ14回戦（宮城球場）、9回3失点
- 初完封勝利：1987年8月23日、対広島東洋カープ18回戦（横浜スタジアム）
- 初セーブ：1987年10月14日、対広島東洋カープ24回戦（広島市民球場）、8回裏に2番手で救援登板・完了、2回無失点

### 背番号
- 29 （1986年 - 1993年）
- 94 （1994年 - 1995年）